# Francisco Samuel
Francisco Antonio Samuel Mercedes (nacido el 20 de diciembre de 1986 en San Pedro de Macorís) es un lanzador dominicano de ligas menores que se encuentra en la organización de los Cardenales de San Luis.
Firmó como un agente libre no drafteado por los Cardenales en el 2006, y fue introducido en el roster de 40 hombres del equipo antes de la temporada 2010. Actualmente juega en Clase AA para Springfield Cardinals.

## Highlights
- 2008 - Seleccionado para el Juego de Estrellas de postemporada de la Florida State League.[1]
- 2009 - Seleccionado para el Juego de Estrellas de postemporada de la Texas League.
- 2009 - Seleccionado para el Juego de las Futuras Estrellas.